# Entelopus niger
Entelopus niger är en mångfotingart som beskrevs av Carl Graf Attems 1953. Entelopus niger ingår i släktet Entelopus och familjen Chelodesmidae. Inga underarter finns listade i Catalogue of Life.